# Термокрашко језеро
Термокрашко језеро је тип крашког језера које се формира у пределима стално замрзнутог земљишта. Настају у удубљењима која настају спуштањем терена након отапања подземних слојева леда, где притом сочница испуњава басен. Вода се губи процеђивањем, тако да ова језера не трају дуго, па су стога периодска. Најкарактеристичнија су за источни Сибир, тачније Јакутију, где се називају „аласи“. Међу најпознатијим језерима овога типа су Бустах, Ожогино, Моготоево језеро и друга.